# 張五飛
張 五飛（チャン・ウーフェイ、Zhang Wufei）は、アニメ『新機動戦記ガンダムW』および『新機動戦記ガンダムW Endless Waltz』に登場する架空の人物。担当声優は石野竜三。

## 人物
- 人種：中国人
- 年齢：15歳
- 身長：160センチメートル[3]。
- 体重：46キログラム→41キログラム（『Endless Waltz』）

直情的な性格で常に己の信念のまま行動するため、時に自分勝手と受け取られることもある。力に対する拘りが強く、悪を憎むと共に、弱い者が戦おうとする事も嫌っている。
その性格ゆえ他のガンダムパイロットと行動を共にする事は少なく、ゼクス、ノインからの2度にわたる共闘の誘いも拒否するなど、作中では単独行動がほぼ多い孤高の戦士。
戦いにおいては普段の直情的な言動とは対照的に冷徹と言ってよいほどの沈着さを持ち、卑怯と揶揄されるような作戦を行ったり、5人のガンダムパイロットの中でただ一人OZの罠を見抜くなど、高い戦術眼をも兼ね備えている。その一方で、トレーズの挑発に乗って白兵戦を挑み、敗れた後は一時的に戦意を喪失してしまう等、直情的・繊細的な一面も持っている。
乗機はシェンロンガンダム（のちにアルトロンガンダム）で、コクピットに青龍刀を置いている。
名前の由来は三国志の張飛と数字の五である。

## 劇中での活躍
新機動戦記ガンダムW EPISODE ZERO
ギムナジウムに通う秀才で、歴史の流れや戦争といったものの前には個人の存在など取るに足らないものであると考えていた。それ故に争いや正義といったものを冷めた目で見ており、組み立て途中のシェンロンガンダムを、「クズ鉄」と呼ぶなど、TV版以降とは全く異なる性格であった。戦士ではなく学者としての将来を考えていたが、一族の掟により十四歳の時に竜老子の孫で一族最強の看板を背負い自ら「ナタク」と名乗る娘・妹蘭（メイラン）と結婚することになる。
一族が決めた結婚と、戦士の血筋らしからぬ態度をとる五飛に不満を持った妹蘭は彼に手合わせを申し出るが、五飛は彼女を一蹴。自分より弱い妹蘭には一族最強を名乗るには相応しくないと追い打ちをかけ、いかに正義を名乗ろうとも力の前には何の意味もないと正義の無意味さを説くが、妹蘭の考えを変えるには至らなかった。
そんな折、居住コロニーがOZの攻撃を受け、妹蘭はコロニーを守るためにトールギスで出撃。救援に向かった五飛のシェンロンガンダムに助けられるものの、トールギスが操縦者に与える負荷に耐える事が出来ず、彼の目の前で命を落としてしまう。
元々正義に生きるつもりなどなかった五飛だが妹蘭の死により正義に生きることを心に決め、妹蘭が守った愛機シェンロンガンダムに彼女の魂が宿っているとして、「ナタク」と呼ぶようになる。シェンロンガンダムの元々の名付け親も五飛本人である。
新機動戦記ガンダムW
本来のオペレーション・メテオのコロニー落としには反対の立場を取り（これはコロニー内部で妹蘭がお気に入りの場所とし、彼女の死後、五飛がその墓を建てた花畑を失いたくなかったからである）、シェンロンガンダムと共に地球に降下。以降は常に単独行動を取っていた。
揚子江河口に降下後、連合軍空母及び軍港湾施設を破壊、以降インダス補給基地などを襲撃しつつ西進、ルクレツィア・ノインの士官学校と新型MSトーラスの開発拠点を兼ねるアフリカ・ヴィクトリア湖基地を襲撃した。ニューエドワーズ戦では緊急情報が間に合ったことも幸いし、5人のガンダムパイロットの中では唯1人OZの罠を見抜いていた。作戦後逃亡するトレーズ・クシュリナーダを殺そうと追撃、トレーズが座乗する客船を補足するも、わざわざガンダムを降りて剣でトレーズと決闘を行い敗北する。死を覚悟したものの見逃されている。その結果、弱い者が戦う事を嫌っていた己自身が弱いという矛盾によって自信を喪失し、戦う意義を見失いかけるが、己の弱さにめげず戦うサリィ・ポォとの出会いで再び戦う意志を取り戻した。
シンガポール宇宙基地より宇宙に上がった後は単独で宇宙要塞バルジに攻撃を仕掛けるなどOZへの反抗を続けるが、地上用で損傷著しいシェンロンガンダムの強化を目論んで、わざとOZに投降する。月基地でデュオ・マックスウェルと共に拘束されているところをガンダムパイロットを疎ましく思うツバロフの手によって抹殺されかけるが、レディ・アンの月基地攻撃の混乱に乗じて改修されたアルトロンガンダムと共に脱出、戦場に戻る。
月基地脱出後はアルトロンガンダムの調整も兼ねて故郷のL5コロニーに戻ったが、OZの襲撃に際し出撃したところで一族がコロニーごと自爆、戦闘には勝利するが悲惨な結果となる。このコロニーの自爆で五飛がオペレーション・メテオに反対してまで守ろうとした妹蘭の墓も失われてしまう。
その後は最後まで一人で戦うことを貫こうと単独でOZ、ホワイトファングに対して攻撃を仕掛けていたが、連戦でアルトロンは中破、そこをヒイロ・ユイとサリィ・ポォの乗るシャトルに拾われる。そこでウイングガンダムゼロに乗ることをヒイロに薦められ、その際ゼロシステムにより皆と戦ったほうが良いと悟り以後ピースミリオンで行動を共にすることとなる。
艦内ではデュオとトロワのチェスの勝負に割り込んだり、カトルの作戦指揮に従うなど、意外に上手くメンバーに馴染んでいた（小説版では「仲間では無い」と言ってはいたがまんざらでも無いらしい）。
また、最終決戦において再び宿敵と目するトレーズのトールギスIIに決闘を挑み、勝利するもトレーズがわざと敗北、戦死をしたとも取れる行動を取ったために自ら「勝ち逃げ」と思い込み、2度目の精神的な敗北を味わう事になった(Endless Waltz 小説版では、実はトレーズは本気で戦って敗けた事が記されている。)。
その後はヒイロに取り落としたツインバスターライフルを届け、結果的にウイングガンダムゼロによるリーブラの地球落下阻止に一役買った。
新機動戦記ガンダムW Endless Waltz
トレーズとの決闘から1年後、戦士として生きる道を失った事や大戦後安穏と平和を享受する市民への強い嫌悪と拭いきれないトレーズへの敗北感から、自ら悪となり正義を確かめる事を思い立ち、アルトロンガンダムと共にマリーメイア軍に参加。身に着けている制服から、所属はマリーメイア軍の少年少女兵部隊である「新教聖歌隊」と思われる。
トロワが同じく新教聖歌隊に潜入した際には、デキムを庇う形で彼の前に立ちふさがり、更にその後、ヒイロとコロニーX-18999内部、及び衛星軌道上と2度にわたって対決する。しかしヒイロに再び悲劇を繰り返すのかと問われ（OVAや漫画版では、この問いかけに五飛が回想したのはL5コロニーの自爆だが、小説版のみ妹蘭の死を回想している）、その瞬間、自分の行いはかつてモビルドールで世界を蹂躙したOZと変わらないことを悟り、ブリュッセルにて自らの意志で立ち上がった人々を背後から見届け、ようやくトレーズに対する葛藤にピリオドを打つ。
その後、他のガンダムパイロット達とは異なり竜一族の故郷でアルトロンガンダムを自爆させ、機体に宿る妹蘭の魂の安らかな眠りを願うと共に、その場に現われたサリィ・ポォの誘いに応じてプリベンターに所属する事になった。
PREVENTER・5（『新機動戦記ガンダムW EPISODE ZERO』収録）
サリィと共にプリベンターとして活動していたが、リリーナが人質に取られる立てこもり事件が発生し、人質の救出を望むサリィに他のガンダムパイロット達を集める事を提案、トロワがいるサーカスやカトルの実家に自ら赴き協力を依頼、サリィの依頼でやってきたデュオと自ら彼らの元に現われたヒイロとも合流し人質奪還に動き出す。
新機動戦記ガンダムW フローズン・ティアドロップ
MC22冬、たった一人で火星北極冠のプリベンダー基地局長として働く。この頃は｢老師・張｣と名乗る。人工冬眠用冷凍カプセル｢眠れる森の美女｣の中で眠る少年、コードネーム｢ヒイロ・ユイ｣を目覚めさせる｢オペレーション・ミュートス｣を実行しようとする。

## 搭乗機
主な搭乗機
- XXXG-01S シェンロンガンダム(テレビアニメ版)
  - XXXG-01S シェンロンガンダム（EW版）
  - XXXG-01S2 アルトロンガンダム
  - XXXG-01S2 アルトロンガンダム（EW版）
  - ガンダムエピオンパイ

その他の搭乗機
- XXXG-00W0 ウイングガンダムゼロ